# Метагерманат лития
Метагерманат лития — неорганическое соединение, соль металла лития и метагерманиевой кислоты с формулой Li2GeO3, бесцветные кристаллы, слабо растворимые в воде, образует кристаллогидрат.

## Получение
- Сплавление оксида германия(IV) и карбоната лития:

{\displaystyle {\mathsf {GeO_{2}+Li_{2}CO_{3}\ {\xrightarrow {T}}\ Li_{2}GeO_{3}+CO_{2}\uparrow }}}
- Обменной реакцией:

{\displaystyle {\mathsf {Na_{2}GeO_{3}+2LiCl\ {\xrightarrow {}}\ Li_{2}GeO_{3}\cdot 1/3H_{2}O\downarrow +2NaCl}}}

## Физические свойства
Метагерманат лития образует бесцветные кристаллы.
кубической сингонии,
параметры ячейки a = 0,6795 нм.
Есть данные о получении других структур: гексагональная (a = 0,554 нм, c = 0,480 нм), тетрагональная (a = 0,480 нм, c = 0,277 нм), ромбическая (a = 0,960 нм, b = 0,554 нм, c = 0,480 нм).
Образует кристаллогидрат состава Li2GeO3•1/3H2O.